# حكمت علي الأوسي
الدكتور حكمت علي الأوسي (1928-) كاتب واستاذ جامعي متخصص في الأدب الأندلسي ويعد من رواده في العراق، ومن أساتذة الأدب الأندلسي المشهورين في الجامعات العراقية، ولهُ مؤلفات في إحياء التراث العربي في الأندلس.

## السيرة الشخصية
ولد الدكتور حكمت الأوسي في بغداد سنة 1928. ودرس في مدارسها ثم دخل قسم اللغة العربية بكلية الآداب في جامعة بغداد، وحصل على شهادة بكالوريوس سنة 1954 وبعدها سافر في بعثة علمية إلى إسبانيا ودخل جامعة مدريد المركزية، ونال شهادة الدكتوراه:
عاد إلى العراق وعين في وظائف إدارية – علمية منها: عميد معهد السكرتارية العالي بجامعة بغداد ومدير عام دائرة الدراسات الإنسانية في وزارة التعليم العالي والبحث العلمي.

## مؤلفاته
الدكتور حكمت الأوسي لهُ مؤلفات عديدة إلى جانب عدد من البحوث والدراسات والمقالات. وقد أشاد به وبكتاباته عدد كبير من النقاد والأدباء ومنهم الدكتور حسين مؤنس أستاذ التاريخ الأندلسي المصري الرائد، كما أن الدكتور إحسان عباس أستاذ النقد اللبناني كان معجبا بهِ. ومن مؤلفاته المنشورة:

### كتب
- كتاب «فصول في الأدب الأندلسي في القرنين الثاني والثالث للهجرة» -أطروحة دكتوراه (نشر سنة 1971).
- كتاب «مفاهيم في الأدب والنقد». (القاهرة سنة 1978) وأعيد طبع الكتاب ببغداد سنة 1984.
- كتاب «الأدب الأندلسي في عصر الموحدين» 1976.
- «التأثير العربي في الثقافة الاسبانية» 1984.[6]
- الأدب الأندلسي في مصر.[7]

### بحوث
- جوانب من التأثير العربي في الشعر الأدبي الأسباني
- جوانب من التأثير العربي في اللغة الأسبانية
- مظهران من مظاهر الأصالة المبكرة في الفكر العربي الأندلسي
- يحيى بن الحكم سفير الأندلس وشاعرها الوفي
- القواعد الاساسية للغة الإسبانية.
- تطور المفاهيم والمقاييس النقدية العربية في العصر الجاهلي.
- الشعر والسياسة في الأندلس في القرن الثالث الهجري التاسع الميلادي

وقد نشرت بحوثه ودراساته في مجلات علمية معتمدة منها مجلة المؤرخ العربي ومجلة المجمع العلمي العراقي ومجلة كلية الآداب بجامعة بغداد، كما نشرت طبعات كتبهِ في بغداد والقاهرة والدار البيضاء وبيروت.

## ندوات ومؤتمرات
شارك في مؤتمرات وندوات كثيرة منها:
«ندوة الوجود العربي في الأندلس: تاريخا وحضارة وتأثيرا» في قسم التاريخ – بكلية التربية - جامعة الموصل للفترة من 5 - 6 ديسمبر/كانون الأول سنة 1992، والتي أقيمت لمناسبة الذكرى 500 لسقوط غرناطة. وألقى فيها بحثا بعنوان «الشعر والسياسة في الأندلس في القرن الثالث الهجري التاسع الميلادي».
ومن الندوات والمؤتمرات التي كان لهُ حضور فيها «مؤتمر الحضارة الإنسانية» الذي عقدته كلية الآداب في جامعة القاهرة للفترة من 20-23 مارس/آذار، فضلا عن مؤتمرات وزراء ورؤساء مجالس البحث العلمي والتي كانت تعقد في عواصم عربية مختلفة.